# Danai Gurira
Danai Jekesai Gurira Embaixadora da boa vontade da ONU Mulheres (Grinnell, 14 de fevereiro de 1978) é uma atriz, dramaturga e produtora e ativista norte-americana-zimbabuana. Estrelou como a personagem Michonne na série dramática pós-apocalíptica da AMC The Walking Dead e The Walking Dead: The Ones Who Live, e General Okoye em filmes da  Marvel Studios como Pantera Negra e Pantera Negra: Wakanda Forever. Como escritora, seu trabalho mais famoso é a peça da Broadway Eclipsed (2016), pela qual ganhou uma indicação ao Tony Award de Melhor Peça.

## Biografia
Nascida nos Estados Unidos, quando tinha 5 anos de idade Danai e sua família se mudaram para Harare, capital de Zimbabwe, onde fora criada por sua mãe Josephine Gurira, bibliotecária, e seu pai Roger Gurira, professor universitário de química, ambos naturais de Zimbabwe. Danai tem duas irmãs e um irmão mais velhos.
Aos 18 anos, retornou aos Estados Unidos para estudar na faculdade Macalester College, em Saint Paul, Minnesota, e continuou seus estudos na Universidade de Nova York, concluindo um Mestrado em Belas Artes (MFA - Master of Fine Arts). Gurira é cristã.

## Carreira
Danai começou a escrever peças de teatro como uma forma de contar histórias que transmitissem ideias sobre mulheres fortes com o qual ela se identifica. “Nascida neste mundo como uma menina africana, nunca compreendi a ausência [de representação] de vozes e de pessoas que fossem semelhantes a mim."
Ensinou dramaturgia e atuação na Libéria, Zimbábue e África do Sul. Em 2006, co-escreveu e co-estrelou a peça In the Continuum, pelo qual ganhou um Obie Award, um Outer Critics Circle Award como dramaturga e o Helen Hayes Award de Melhor Atriz. A peça conta a história de duas mulheres vivendo suas vidas após contrair o vírus HIV de seus parceiros.
Em 2007, ela estrelou o filme The Visitor com Richard Jenkins, pelo qual ela ganhou Method Fest Film Festival de Melhor Atriz Coadjuvante. Também apareceu em Ghost Town, 3 Backyards, My Soul to Take e Cidade Restless e estrelou em Law & Order: Criminal Intent, Life on Mars e Law & Order.
Em agosto de 2009, Gurira teve sua estréia na Broadway na peça de August Wilson Joe Turner's Come and Gone. De 2010 a 2011, teve um papel recorrente na série de drama da HBO Treme. Em 2012, ela recebeu um Whiting Writers' Award e um Los Angeles Drama Critics Circle Award por sua peça The Convert.
Gurira interpretou o papel principal no filme independente Mother of George, dirigido por Andrew Dosunmu, que estreou no Festival Sundance de Cinema em 2013. Gurira recebeu elogios da crítica pelo desempenho no filme.
Em 2015, a peça de teatro Eclipsed (2009) escrita por Danai Gurira estreou na Off-Broadway e em seguida foi transferida para a Broadway, estrelada por sua amiga de longa data Lupita Nyong'o. A peça se passa em uma Libéria devastada pela guerra, e é focada em três mulheres que vivem como escravas sexuais de um comandante rebelde e em como elas lidam com esta situação difícil. Foi a primeira peça a estrear na Broadway com elenco e equipe criativa exclusivamente feminino e negro. A inspiração para a peça veio de uma foto da Coronel Black Diamond, uma mulher lutadora pela liberdade da Libéria, em um artigo no The New York Times. “Só de ver aquelas mulheres ali, de jeans e camisetas de moda e com os cabelos arrumados, e todas carregando AK-47s, foi uma imagem que eu não conseguia tirar da minha cabeça.” Em uma viagem de pesquisa à Libéria em 2007, Gurira entrevistou mais de 30 mulheres que foram violentadas. Ela também falou com mulheres ativistas pela paz que foram fundamentais para acabar com a violência. Eclipsed teve 6 indicações ao Tony Award, incluindo o de Melhor Peça e ganhou o Tony Award de Melhor Figurino em uma Peça.

### The Walking Dead
Em março de 2012, é anunciado que a atriz iria se juntar ao elenco da série dramática pós-apocalíptica da AMC The Walking Dead a partir da terceira temporada interpretando Michonne, personagem icônica da franquia, guerreira habilidosa com espada katana que se junta ao grupo principal aos poucos superando seus traumas e criando relações com o grupo de sobreviventes. Rolling Stone classificou Michonne em primeiro lugar em uma lista dos 30 melhores personagens de The Walking Dead, definindo o desempenho de Danai Gurira a interpretando como extraordinário.
Em Julho de 2019, Danai Gurira se emocionou durante o painel na San Diego Comic Con ao confirmar que deixaria The Walking Dead em sua 10ª temporada, sendo o seu último episódio o 13º, intitulado What We Become, totalizando aparição em 96 episódios da série.
Na edição da San Diego Comic Con 3 anos após sua saída da série, em 2022, Danai apareceu de surpresa e anunciou juntamente com seu colega de elenco Andrew Lincoln o spin-off de seus personagens, o casal Michonne e Rick Grimes, intitulado "The Walking Dead: The Ones Who Live". A minissérie foi composta por seis episódios e teve sua estreia nos Estados Unidos em 25 de fevereiro de 2024, na AMC. Além de protagonista, Danai é co-criadora e produtora executiva da série, e escreveu o 4º episódio, intitulado "What We".

### Pantera Negra
Em julho de 2016, na San Diego Comic Con, Danai Gurira foi anunciada como parte do elenco do filme do Universo Cinematográfico Marvel Pantera Negra, no papel de General Okoye, líder das guerreiras Dora Milaje que protegem o rei de Wakanda. Ela recebeu elogios da crítica por seu desempenho, um Screen Actors Guild de Melhor Desempenho de um Elenco em um Filme em 2019 e um People's Choice Awards como Estrela de Filme de Ação Favorita de 2018.
Gurira retornou no papel de Okoye nos filmes Vingadores: Guerra Infinita (2018), Vingadores: Endgame (2019) e Pantera Negra: Wakanda Forever (2022).

## Filantropia e ativismo
Danai é ativista pelos direitos das mulheres, o fim da pobreza e pela conscientização sobre o HIV/AIDS.
Ela é co-fundadora da organização sem fins lucrativos Almasi Arts Alliance, dedicada à educação continuada com foco em artes no Zimbabwe, desde 2011.
Em 2015, Gurira assinou uma carta aberta iniciada pela Campanha ONE. A carta foi dirigida a Angela Merkel e Nkosazana Dlamini-Zuma, pedindo para elas concentrarem-se nas mulheres enquanto lideram o G7 na Alemanha e a UA na África do Sul, respetivamente. No ano seguinte, Gurira fundou a organização sem fins lucrativos Love Our Girls (Ame Nossas Meninas), que visa destacar as questões e desafios que afetam especificamente as mulheres em todo o mundo. Em 2016, Gurira fez parceria com a Johnson & Johnson na luta contra o HIV/AIDS.
Em 2 de dezembro de 2018, Gurira foi anunciada como Embaixadora da Boa Vontade da ONU Mulheres pela Diretora Executiva da ONU Mulheres, Phumzile Mlambo-Ngcuka, no Global Citizen Festival em Joanesburgo, África do Sul. Como Embaixadora da Boa Vontade das Mulheres da ONU, Gurira dedica o seu apoio a colocar em destaque a igualdade de gênero e os direitos das mulheres, bem como a trazer as vozes das mulheres não ouvidas para o centro das atenções.

## Filmografia

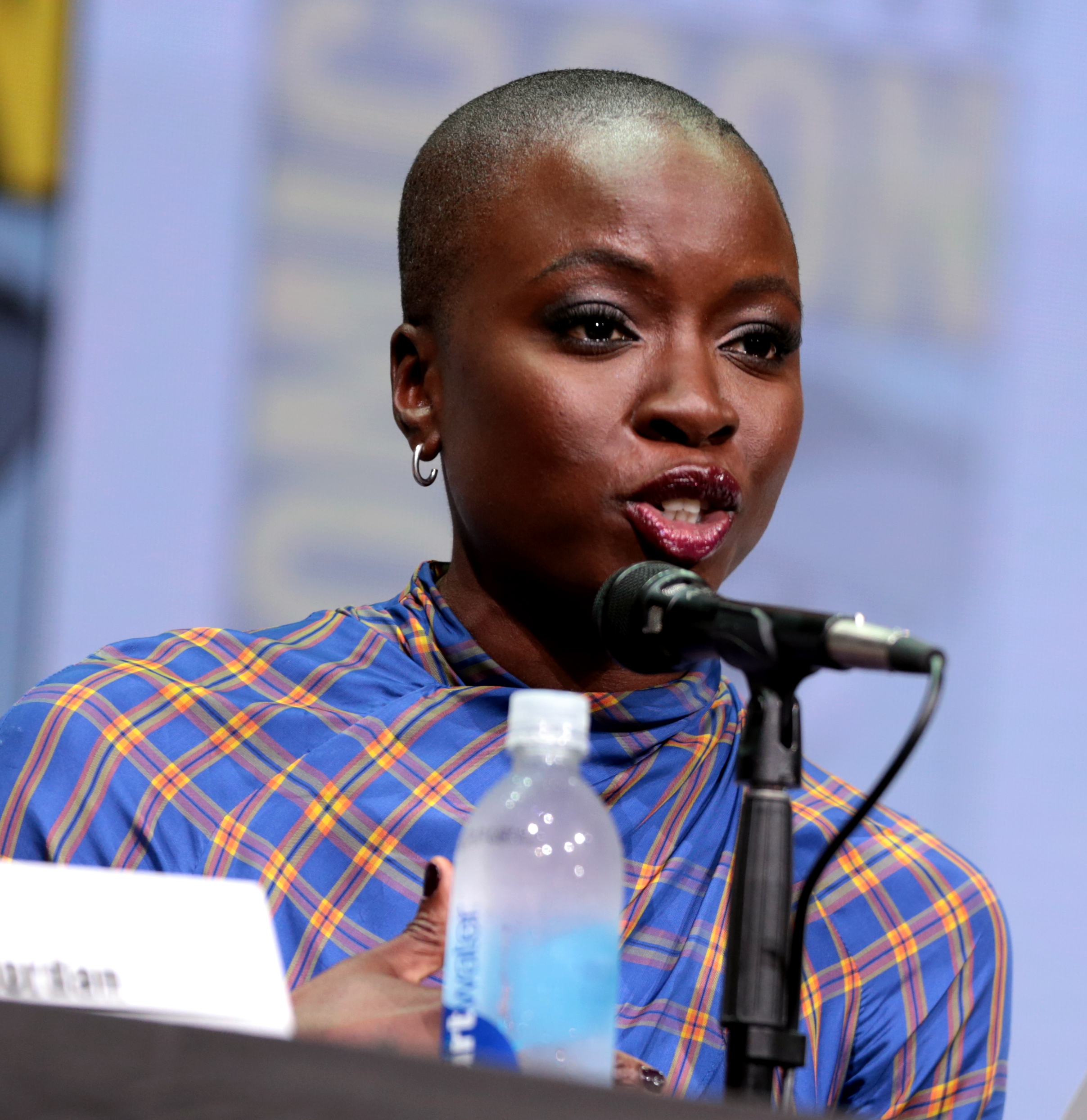
Danai Gurira na San Diego ComicCon 2017

### Cinema
| Ano  | Título                                       | Papel                   |
| ---- | -------------------------------------------- | ----------------------- |
| 2007 | The Visitor                                  | Zainab                  |
| 2008 | Ghost Town                                   | Assorted Ghost          |
| 2010 | 3 Backyards                                  | Mulher de Vestido Azul  |
| 2010 | My Soul to Take                              | Jeanne-Baptiste         |
| 2011 | Restless City                                | Sisi                    |
| 2013 | Mother of George                             | Adenike Olumide Balogen |
| 2015 | Tinker Bell and the Legend of the NeverBeast | Fury (voz)              |
| 2017 | All Eyez on Me (filme)                       | Afeni Shakur            |
| 2018 | Black Panther                                | Okoye                   |
| 2018 | Avengers: Infinity War                       | Okoye                   |
| 2019 | Avengers: Endgame                            | Okoye                   |
| 2022 | Black Panther: Wakanda Forever               | Okoye                   |
| 2026 | Matchbox                                     | ASA                     |
| 2027 | ‘The Thomas Crown Affair’ (Remake)           | ASA                     |
| ASA  | Barbecue                                     | ASA                     |

### Televisão
| Ano       | Título                              | Papel                | Nota                                                                   |
| --------- | ----------------------------------- | -------------------- | ---------------------------------------------------------------------- |
| 2004      | Law & Order: Criminal Intent        | Marei Rosa Rumbidzai | Episódio 4x09: Inert Dwarf                                             |
| 2009      | Life on Mars                        | Angela               | Episódio 1x12: The Simple Secret of the Note in Us All                 |
| 2009      | Law & Order                         | Courtney Owens       | Episódio 20x11: Fed                                                    |
| 2010      | American Experience                 | Sarah Steward        | Episódio 22x04: Dolley Madison                                         |
| 2010      | Lie to Me                           | Michelle Russo       | Episódio 2x20: Exposed                                                 |
| 2010-2011 | Treme (HBO)                         | Jill                 | 6 episódios                                                            |
| 2013-2020 | The Walking Dead                    | Michonne             | Elenco Principal temporadas 3-10                                       |
| 2017      | Robot Chicken                       | Michonne (voz)       | Episódio: "The Robot Chicken Walking Dead Special: Look Who's Walking" |
| 2018      | Breaking Big                        | Ela mesma            | Episódio 3x1                                                           |
| 2021      | What If                             | Okoye (voz)          | 3 episódios                                                            |
| 2023      | Great Performances                  | Rei Richard III      | Episódio 50x14 Shakespeare in the Park                                 |
| 2024      | The Walking Dead: The Return        | Ela mesma            | Especial de TV                                                         |
| 2024      | The Walking Dead: The Ones Who Live | Michonne Grimes      | Protagonista, co-criadora, produtora executiva e roteirista            |

### Teatro
| Ano  | Título                     | Papel            | Nota                    |
| ---- | -------------------------- | ---------------- | ----------------------- |
| 2005 | In the Continuum           | Abigail          | Co-escritora            |
| 2009 | Joe Turner's Come and Gone | Martha Pentecost |                         |
| 2009 | Eclipsed                   | —                | Escritora               |
| 2011 | Measure for Measure        | Isabella         | Shakespeare in the Park |
| 2012 | The Convert                | —                | Escritora               |
| 2015 | Familiar                   | —                | Escritora               |
| 2022 | Richard III                | Rei Richard III  | Shakespeare in the Park |

### Vídeo Game
| Ano  | Título                           | Papel    | Nota            |
| ---- | -------------------------------- | -------- | --------------- |
| 2020 | Fortnite Battle Royale           | Michonne | Aparência       |
| 2023 | Call of Duty: Modern Warfare III | Michonne | Aparência e voz |
| 2025 | Dead by Daylight                 | Michonne | Aparência       |

## Prêmios e indicações
| Ano  | Prêmio                                 | Categoria                                                                      | Indicação                           | Notas    |
| ---- | -------------------------------------- | ------------------------------------------------------------------------------ | ----------------------------------- | -------- |
| 2006 | Obie Award                             | Citação Especial                                                               | In the Continuum                    | Venceu   |
| 2006 | Outer Critics Circle Awards            | Melhot Peça Off-Broadway                                                       | In the Continuum                    | Indicado |
| 2006 | Outer Critics Circle Awards            | Prêmio John Gassner Memorial para Dramaturgia                                  | In the Continuum                    | Venceu   |
| 2008 | Gotham Awards                          | Melhor Elenco                                                                  | The Visitor                         | Indicado |
| 2008 | Boston Society of Film Critics Awards  | Melhor Elenco                                                                  | The Visitor                         | Indicado |
| 2008 | Method Fest                            | Melhor Atriz Coadjuvante                                                       | The Visitor                         | Venceu   |
| 2012 | Satellite Awards                       | Melhor Elenco - Série de Televisão                                             | The Walking Dead                    | Venceu   |
| 2012 | Whiting Writers' Award                 | Melhor Escrita - Drama                                                         | The Convert                         | Venceu   |
| 2013 | Los Angeles Drama Critics Circle Award | Melhor Texto                                                                   | The Convert                         | Venceu   |
| 2014 | Black Reel Award                       | Melhor Atriz                                                                   | Mother of George                    | Venceu   |
| 2014 | Black Reel Award                       | Melhor Performance                                                             | Mother of George                    | Indicado |
| 2016 | NAACP Image Awards                     | Melhor Atriz Coadjuvante em Série de Drama                                     | The Walking Dead                    | Indicado |
| 2016 | Saturn Award                           | Melhor Atriz Coadjuvante de Televisão                                          | The Walking Dead                    | Venceu   |
| 2016 | Tony Award                             | Melhor Peça                                                                    | Eclipsed                            | Indicado |
| 2016 | Lilly Awards                           | Melhor Dramaturgo                                                              | Eclipsed                            | Venceu   |
| 2016 | Drama Desk Award                       | Prêmio Sam Norkin                                                              | Eclipsed                            | Venceu   |
| 2016 | New York Drama Critics' Circle Award   | Melhor Peça                                                                    | Eclipsed                            | Indicado |
| 2016 | Lucille Lortel Awards                  | Melhor Peça                                                                    | Eclipsed                            | Indicado |
| 2016 | Outer Critics Circle Awards            | Melhor Nova Peça da Broadway                                                   | Eclipsed                            | Indicado |
| 2016 | Outer Critics Circle Awards            | Melhor Nova Peça Off-Broadway                                                  | Familiar                            | Indicado |
| 2017 | Saturn Award                           | Melhor Atriz Coadjuvante da Televisão                                          | The Walking Dead                    | Indicado |
| 2018 | Saturn Award                           | Melhor Atriz Coadjuvante                                                       | Black Panther                       | Venceu   |
| 2018 | Saturn Award                           | Melhor Atriz Coadjuvante da Televisão                                          | The Walking Dead                    | Indicado |
| 2018 | MTV Movie Awards                       | Melhor Equipe na Tela                                                          | Black Panther                       | Indicado |
| 2018 | MTV Movie Awards                       | Melhor Luta                                                                    | Avengers: Infinity War              | Indicado |
| 2018 | People's Choice Awards                 | A Estrela do Cinema de Ação de 2018                                            | Black Panther                       | Venceu   |
| 2019 | Black Reel Award                       | Melhor Atriz Coadjuvante                                                       | Black Panther                       | Indicado |
| 2019 | Screen Actors Guild Awards             | Melhor Elenco de Filme                                                         | Black Panther                       | Venceu   |
| 2019 | Saturn Award                           | Melhor Atriz Coadjuvante da Televisão                                          | The Walking Dead                    | Venceu   |
| 2023 | NAACP Image Awards                     | Melhor Atriz Coadjuvante em um Filme                                           | Black Panther: Wakanda Forever      | Indicado |
| 2024 | Black Reel Award                       | Melhor Roteiro em Série de Drama                                               | The Walking Dead: The Ones Who Live | Indicado |
| 2025 | Saturn Award                           | Melhor Atriz em uma Série de Televisão                                         | The Walking Dead: The Ones Who Live | Indicado |
| 2025 | Saturn Award                           | Melhor Apresentação - Televisão                                                | The Walking Dead: The Ones Who Live | Venceu   |
| 2025 | Critics' Choice Super Awards           | Melhor Atriz em Série de Super-Heróis, Série Limitada ou Filme feito para a TV | The Walking Dead: The Ones Who Live | Indicado |